# Цундоку
Цундоку (яп. 積ん読) — феномен приобретения материалов для чтения и оставления их накапливаться непрочитанными. Этот термин также используется для обозначения непрочитанных книг на книжной полке, которые предполагается прочитать позже.
В японском сленге этот термин начали использовать в эпоху Мэйдзи (1868—1912). Он сочетает в себе элементы понятий цундэоку (яп. 積んでおく, «отложить дела на потом и уйти») и докусё (яп. 読書, «чтение книг»). В печатном тексте он впервые зафиксирован в 1879 году. Есть предложения использовать это слово в английском языке и включить его в такие словари, как словарь Коллинза.
Американский писатель и библиофил А. Эдвард Ньютон писал о подобном явлении в 1921 году.
Нассим Николас Талеб в своей книге «Чёрный лебедь» ввёл термин «антибиблиотека», который сопоставляют с термином цундоку.